# Centrum voor Wiskunde en Informatica
Pour les articles homonymes, voir CWI.

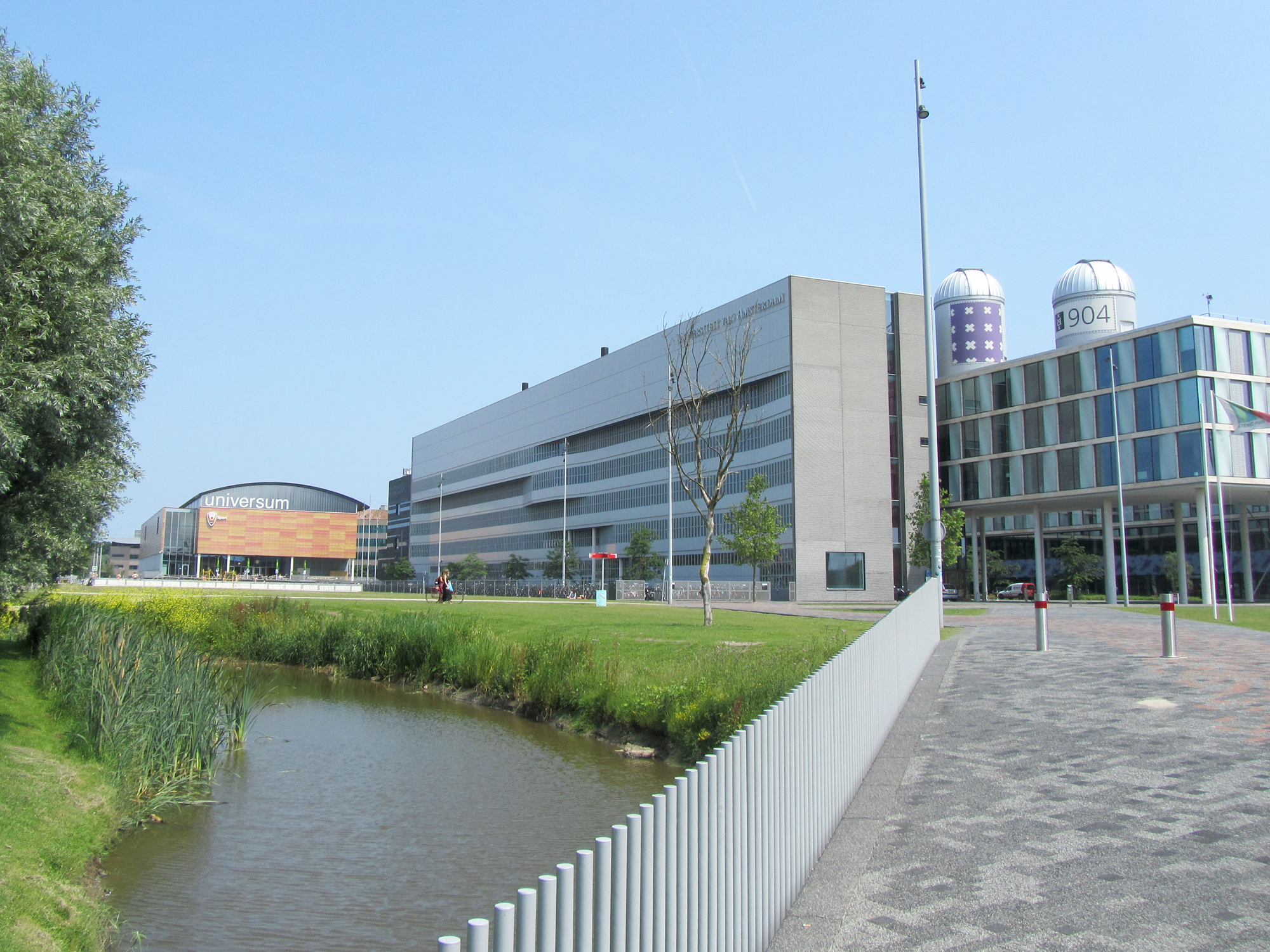
Le Centre de mathématiques et d’informatique se trouve dans le Science Park du campus d’Amsterdam.

Le Centrum voor Wiskunde en Informatica (CWI) (néerlandais pour « Centre pour les mathématiques et l'informatique ») est un centre de recherche national en mathématiques et informatique à Amsterdam, aux Pays-Bas. 

## Histoire
Fondé en 1946 par J. G. van der Corput, D. van Dantzig, J. F. Koksma, H. A. Kramers, M. G. J. Minnaert et J. A. Schouten, sa mission est de promouvoir les mathématiques pour la société en général ainsi que pour le milieu industriel.
En 1983, le Centre a changé son nom pour celui-ci. Auparavant, il s'appelait Centre mathématique (en néerlandais : Mathematisch Centrum). Le nouveau nom reflète la grande part de la recherche qui concerne l'informatique.

## Organisation
Le CWI est membre du ERCIM, une association au niveau européen. Le centre est financé à 70 % par le NWO, l'organisation néerlandaise pour la recherche scientifique.

## Personnalités
- Constance van Eeden